# Mathematics Genealogy Project
El Mathematics Genealogy Project (MGP) és una base de dades penjada a la web, en la qual es pot consultar la genealogia acadèmica dels matemàtics. La idea va ser iniciada per Harry Coonce el 1996 quan estava a la Universitat de Minnesota i posteriorment es va traslladar a la Universitat de l'Estat de Dakota del Nord. També compta amb el suport de la American Mathematical Society.
La intenció del projecte és compilar la següent informació de tots els matemàtics del món:
1. Nom complet
2. Nom de la Universitat que atorga el doctorat
3. Any d'obtenció
4. Títol complet de la tesi doctoral
5. Nom complet del tutor (o tutors) de la tesi

L'any 2010 la base de dades recollia informació de més de 141.000 matemàtics, i ha continuat creixent a un ritme accelerat en els darrers anys, arribant a 181.000 noms el juliol de 2014.
La base de dades ha estat utilitzada per l'estudi estadístic del paper del mentor en la carrera acadèmica del protegit.